# 昭和36年梅雨前線豪雨
昭和36年梅雨前線豪雨（しょうわさんじゅうろくねん ばいうぜんせんごうう）、通称「三六災害」（さぶろくさいがい）は、1961年（昭和36年）6月24日から7月10日にかけての大雨による災害。特に長野県南部の伊那谷など天竜川流域に、氾濫や土砂災害による甚大な被害を与えた事で知られる。

## 概要
1961年は6月9日に梅雨入りしたが、実際は好天が続き空梅雨が心配される状況であった。23日ごろから熱帯低気圧の北上に伴い梅雨前線もようやく北上・活発化し、東北から九州までの広い範囲に雨が降り始めた。当初は恵みの雨とも見なされたが、24日から本州南岸に停滞した梅雨前線は熱帯低気圧から発達した台風6号の接近に伴い26日頃より四国・近畿・東海・甲信・北陸・関東各地の44都府県に大雨をもたらした。6月末から7月初めに一旦弱まったものの、7月3日から5日にかけて東北や九州にも大雨を降らせて、その後ようやく終息した。

## 全国の被害
- 死者 - 302名
- 行方不明者 - 55名
- 負傷者 - 1,320名

- 家屋
  - 全壊 - 1,758戸
  - 半壊 - 1,908戸
  - 床上浸水 - 73,126戸
  - 床下浸水 - 341,236戸

全国の被害については消防白書に依る。
三重県尾鷲市では6月26日に日降水量432.4ミリ（期間降水量 1,061.9ミリ）を記録している。死者については長野県の134名を筆頭に神奈川県で56名、兵庫県で41名などだが、これらは横浜市や神戸市で住宅造成地の斜面などが崩壊したことによるもので、同年に宅地造成等規制法が成立する要因ともなった。

## 伊那谷の被害
6月27日、飯田市では当時の6月の平年降水量230ミリをはるかに越える降水量325.3ミリを1日で記録。下伊那郡清内路村では日降水量587ミリに達した。これまでの雨で天竜川とその支流には崖崩れや土石流などにより大量の土砂が流れ込み、支流からの溢水が本流の堤防を反対側から破壊したり、本流の川床が急激に浅くなったために各所で水が堤防を越えるなどの事態となった。飯田市などでは川に流れ込んでいた流木が下流の決壊場所から市街地になだれ込んで被害が拡大、飯田盆地の広範囲が水没した。

### 大西山の崩壊
6月29日午前9時10分頃、下伊那郡大鹿村の大西山（1741メートル）が、当時は山裾を流れていた小渋川（天竜川水系）に向かって山体崩壊（トップリング）し、川の水を巻き込んだ土砂は一瞬にして対岸の集落を呑み込んだ。崩落範囲は高さ450メートル、幅280メートルで、大量の土砂（推定280万〜350万立方メートル）の突端は現在の国道152号を越える付近まで到達したという。この崩落により田畑や分教場などと共に39戸が土砂に呑まれ、死者42名を出した。またそれまでの豪雨によるものも含めると大鹿村だけで500戸以上が被害を受けた。（小渋川#大西山の崩壊、小渋川#鹿塩川も参照。）

### 被害規模
- 死者 - 99名
- 行方不明者 - 25名
- 重軽傷者 - 1,155名
- 浸水面積 - 534ヘクタール

- 家屋
  - 浸水 - 12,452戸
  - 全壊 - 898戸（流失380戸含む）
  - 半壊 - 605戸

伊那谷では飯田市や駒ヶ根市など都市部だけでなく、大鹿村、喬木村、高森町、豊丘村、中川村などにおいて非常に大きな打撃を受け、全戸集団移住により集落が廃された地域もあった。